# 约翰·欣克利
小约翰·沃诺克·欣克利（英語：John Warnock Hinckley, Jr.，1955年5月29日—），因于1981年3月30日行刺当时的美国总统朗奴·列根而广为人知。
2016年，一名聯邦法官裁定欣克利可以從安養院中出院，因為他不再被認為是對自己或其他人做成威脅，但要遵守很多條件。2020年後，作出了一項判決，欣克利可以用自己的名字公開展示他的藝術作品、著作和音樂，而不是像過去那樣要匿名。從那時起，他有一個保持播放著他的音樂的YouTube頻道。

## 早年
小約翰·欣克利出生於美國俄克拉何馬州的阿德莫爾，他在4歲時與他的富裕家人搬到得克萨斯州的達拉斯。幼年的欣克利羞涩内向，酷爱文体，喜欢篮球和橄榄球，迷恋披頭士合唱團。
高中以后举家迁往科罗拉多州。父亲是科罗拉多州一家石油公司的总裁，生意颇大，腰缠万贯，富甲一方。在达拉斯一间高级中学就读时，性格变得自闭，落落寡合；在家中则深居简出，情绪低落，常常写诗、作曲、听摇滚音乐。
1973年，在父亲的压力之下，他进入德克萨斯技术学院，攻读文学和音乐。由于他吊儿郎当，无心向学，一心想做摇滚歌星，他的德州技术学院学生的身份断断续续一直维持到1980年。
1976年，他变卖家里送的小汽车，飞往洛杉矶，希望以作曲在好莱坞成名。但此希望显然落空了。在此期间，欣克利的家书谎言连篇，诉说自己如何不幸，百计向家中讨钱。他谎称了爱上一个叫做林恩·柯林斯（Lynn Collins）的女明星，说自己正与她拍拖，又谎称自己和影视公司洽谈音乐合同，急需用钱；他父母听到欣然上当，寄钱满足他的要求。

## 迷戀茱迪·科士打

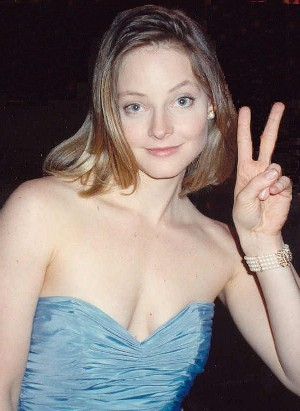
欣克利在看過《的士司機》中的茱迪·科士打後，就迷戀了她，而他開始跟蹤她以獲得她的注意

欣克利迷上了1976年的電影《的士司機》，電影中心理失常的主角Travis Bickle（羅拔·迪尼路 飾演）計劃暗殺一位總統候選人。Bickle是部分根據企圖暗殺喬治·華萊士的亞瑟·布雷莫的日記而改編。欣克利對茱迪·科士打產生了迷戀，她在電影中扮演一名被賣淫的12歲兒童Iris Steensma。當科士打進入耶魯大學時，欣克利就搬到康涅狄格州的紐哈芬，短期內跟蹤她。在那裡，他把詩歌和函件塞到科士打的門下，並反復地給她打電話和留言。
由於未能與科士打建立任何有意義的聯繫，欣克利幻想著進行一次飛機劫持或在她面前自殺以引起她的注意。最後，他確定計劃要透過刺殺總統來打動她，認為會在歷史上取得一席之地，而他會成為匹配之人吸引著她。欣克利從一個州到另一個州跟蹤總統占美·卡特，而且在田納西州的納士維因槍械指控而被捕。身無分文的他回到家中。盡管因抑郁症而接受了心理治療，他的精神健康並沒有改善。1981年，他開始針對新當選的總統朗奴·列根。為此，他收集了有關約翰·F·甘迺迪遇刺案的資料。

### 行刺后
1982年欣克利被指控13项罪名，同年6月21日，他因查出有精神病而被法庭裁定无罪。此裁决引起美国上下广泛不满，以至于美国国会和很多州议会修改法律，为以后法庭上采信精神病加上了更严格的条件，有几个州甚至废止了精神病可以作为无罪理由的规定。
此后欣克利一直在华盛顿圣伊丽莎白医院就医，直至2016年7月获得“有条件释放”批准，并获准其与在弗吉尼亚州威廉斯堡的母亲共同居住。同年9月10日欣克利出院，返回母親家中居住，不過仍需遵守若干條件，包括不得對媒體發表講話，並需每星期工作3天及定期看精神科醫生等。
2021年9月，法官批准了美国司法部与欣克利之间的“无条件释放”协议，不限制欣克利的行动或互联网活动，之后欣克利在2022年6月15日获无条件获释，不再受到法院的监管和限制，彻底恢复自由。
2024年7月17日，欣克利在特朗普刺杀事件發生后表示：“暴力不是出路，給和平一個機會。”

## 作曲
作為一名年輕成人，欣克利為了成為作曲家而作出了努力但不成功；多年後，他在網上匿名發布音樂，但只得到很少的關注。2020年10月，一個聯邦法院裁定，欣克利可以用自己的名字公開展示和推銷他的藝術作品、著作和音樂，但他的治療小組可以撤銷展出特權。欣克利創建了一個YouTube頻道，自2020年12月以來，他在YouTube發布自己用結他演奏原創歌曲和翻唱歌曲的影片，如卜·戴倫的〈答案在風中飄蕩〉和艾維斯·皮禮士利的〈墮入情網〉。到2021年7月，他的訂閱人數超過17,000人。
2021年6月6日，欣克利在一段Youtube影片中表示，他正在製作一張專輯，並尋找一間唱片公司來發行它。

## 参看
- 罗纳德·里根